# Alborška pokrajina
Alborška pokrajina (perz. استان البرز; Ostan-e Alborz) je najmanja i najnovija među 31 iranskom pokrajinom. Stvorena je 23. lipnja 2010. godine razdvojbom pokrajine Teheranske pokrajine, a smještena je u sjevernom dijelu zemlje podno planine Alborz. Omeđena je Mazandaranom na sjeveru, Kazvinskom pokrajinom na zapadu, Markazijem na jugu, te Teheranskom pokrajinom na istoku. Sjedište pokrajine nalazi se u gradu Karadžu.

## Okruzi
- Ištehardski okrug
- Karadžanski okrug
- Nazarabadski okrug
- Savodžbolaški okrug
- Talekanski okrug

## Vanjske poveznice
- (perz.) Službene stranice Alborške pokrajine  Arhivirana inačica izvorne stranice od 19. travnja 2014. (Wayback Machine)

Ostali projekti
|  | Zajednički poslužitelj ima još gradiva o temi Alborška pokrajina |